# Storbakken
Storbakken is een plaats in de Noorse gemeente Kristiansund, gelegen op het eiland Frei, provincie Møre og Romsdal. Storbakken telt 489 inwoners (2007) en heeft een oppervlakte van 0,37 km².